# Antonio Maria Turiel Martínez
Antonio Maria Turiel Martínez (Lleó, 1970) és un físic i divulgador científic. És llicenciat en Física i Matemàtiques i doctor en Física Teòrica per la Universitat Autònoma de Madrid.

## Trajectòria
És llicenciat en Física i Matemàtiques i doctor en Física Teòrica per la Universitat Autònoma de Madrid. Antonio Turiel treballa com a científic titular a l'Institut de Ciències del Mar del Consell Superior d'Investigacions Científiques. És autor de més de 80 articles científics especialitzats i ha dirigit quatre tesis doctorals, així com una patent.
És també conegut com a activista digital i redactor principal del blog The Oil Crash, en el qual tracta temes sensibles sobre l'esgotament dels recursos convencionals de combustibles fòssils, com ara el pic petrolier i les seves possibles implicacions a escala mundial. També advoca pel decreixement, i és crític de postures sobre la ideologia productivista dels diversos sistemes polítics tant des de la dreta com des de l'esquerra. Així mateix, opina que la fracturació hidràulica és una bombolla especulativa, car el rendiment energètic de tal tècnica és molt menor comparant-ho amb l'extracció convencional de combustibles fòssils d'antany, així com els seus importants danys ambientals.
És crític de les postures dels economistes Vicenç Navarro i Juan Torres i la seva influència en la ideologia del partit polític Podem, contrari a la postura decreixentista de Florent Marcellesi.
El 2020, publicà l'assaig Petrocalipsis: Crisis energética global y cómo (no) la vamos a solucionar, on alerta que ni les energies renovables ni les solucions tecnològiques són la solució als reptes de futur. Atès les dimensions de la crisi energètica, els límits de les renovables i les ineficiències de l'«hidrogen verd», no hi haurà mai prou producció d'hidrogen verd a Europa per cobrir les seves pròpies necessitats actuals.

## Publicacions
- 2024 - El futur d'Europa. Com decréixer per una reindustrialització urgent. Ed. Destino.
- 2022 - Sense energia. Breu guia per al Gran Descens. Ed. Alfabeto.
- 2022 - La tardor de la civilització: Textos per a una revolució inevitable. Coautor amb Juan Bordera. Ed. Escritos Contextatarios.
- 2020 - Petrocalipsi. Crisi energètica global i com (no) la solucionarem. Ed. Alfabeto i Txalaparta (2023).
- 2013 - Un futur sense més.